# Petrothrincus demoori
Petrothrincus demoori är en nattsländeart som beskrevs av Scott 1993. Petrothrincus demoori ingår i släktet Petrothrincus och familjen Petrothrincidae. Inga underarter finns listade i Catalogue of Life.